# Stor riddarsporre
Stor riddarsporre (Delphinium elatum) är en växtart i familjen Ranunkelväxter. 